# Fußballspiel Arminia Bielefeld – SV Arminia Hannover 1980
Das Fußballspiel zwischen Arminia Bielefeld und dem SV Arminia Hannover vom 23. Mai 1980 war eine Begegnung vom vorletzten Spieltag der Nord-Staffel der 2. Liga  in der Saison 1979/80. Arminia Bielefeld gewann das Spiel mit 11:0 und stellte damit den bis heute gültigen Rekord für den höchsten Sieg in der Geschichte der 2. Fußball-Bundesliga auf.

## Vorgeschichte
Arminia Bielefeld war in der Vorsaison aus der Bundesliga abgestiegen, konnte aber seine Mannschaft zusammenhalten und musste keine Leistungsträger abgeben. Die Mannschaft erwies sich als zu stark für die Konkurrenz in der Staffel Nord der 2. Liga und stellte im Saisonverlauf mehrere Rekorde auf, die teilweise heute noch gültig sind. So konnten die Bielefelder zwölf Spiele in Folge gewinnen und blieben darüber hinaus 28 Spiele in Folge ungeschlagen. Bereits fünf Spieltage vor Saisonende standen die Meisterschaft und der direkte Wiederaufstieg für die Bielefelder fest.

„Wir waren einfach eine erfolgsgeile Truppe. Wir haben perfekt harmoniert. Jeder war in der Lage, Tore zu machen. Einen allein kann man vielleicht noch ausschalten. Aber so flexibel wie wir damals waren... Wir haben es eiskalt ausgenutzt, wollten alles gewinnen.“

Dennoch gab es interne Querelen. Torwart Uli Stein hatte scharfe Kritik an seinen Mannschaftskameraden, dem Trainerteam und dem Vorstand geübt und wurde daraufhin suspendiert. Friedel Schüller übernahm den Platz im Tor. Der Namensvetter aus Hannover hingegen geriet schon kurz nach Saisonbeginn in die Abstiegszone und litt dabei unter vereinsinternen Querelen im Vorstand. Insgesamt zweimal verloren die Hannoveraner acht Spiele in Folge. Bereits fünf Spieltage vor Saisonende stand die Mannschaft als Absteiger fest, so dass auf Bielefelder Seite im Vorfeld nur noch über die Höhe des Sieges spekuliert wurde. In der Bielefelder Lokalpresse wurde bei den Hannoveranern „eine Bereitschaft, Tore zu kassieren“ ausgemacht. Vor dem Spiel belegten die Bielefelder den ersten und die Hannoveraner den neunzehnten und damit vorletzten Tabellenrang.

## Das Spiel
Das Spiel wurde am Freitagabend um 19 Uhr vom Schiedsrichter Hans-Heinrich Barnick aus Schenefeld angepfiffen. 5000 Zuschauer sahen das Spiel auf der Bielefelder Alm. Obwohl das Spiel für beide Mannschaften nur noch von statistischer Bedeutung war, spielten die Hannoveraner offensiv und kamen in der ersten halben Stunde zu einigen Torchancen, die von Friedel Schüller jeweils pariert worden. Frank Pagelsdorf erzielte in der 17. Minute den Führungstreffer für die Bielefelder. Norbert Eilenfeldt, Christian Sackewitz, Ulrich Büscher und noch einmal Pagelsdorf sorgten für eine 5:0-Halbzeitführung.
Bereits in der ersten Minute der zweiten Hälfte erhöhte Christian Sackewitz per Foulelfmeter auf 6:0. Der eigentliche Elfmeterschütze der Bielefelder, Roland Peitsch, überließ Sackewitz die Ausführung, da letzterer noch Chancen auf den Titel des Torschützenkönigs hatte. Gerd-Volker Schock und noch einmal Ulrich Büscher erhöhten innerhalb einer Minute auf 8:0, bevor Christian Sackewitz und Norbert Eilenfeldt für ein zweistelliges Ergebnis sorgten. Kurioserweise war die damalige Anzeigetafel auf der Bielefelder Alm nicht für zweistellige Ergebnisse ausgelegt. Peter Krobbach sorgte schließlich für den Endstand.
Laut Schiedsrichter Barnick verlief das Spiel nicht so eindeutig, wie man es bei dem Ergebnis vermuten würde.

„Tatsächlich ging es rauf und runter. Die Hannoveraner bemühten sich, aber der Schuss ging immer nach hinten los.“

## Spieldaten
| Paarung             | Arminia Bielefeld – SV Arminia Hannover |
| Ergebnis            | 11:0 (5:0) |
| Datum               | 23. Mai 1980 um 19:00 Uhr |
| Stadion             | Bielefelder Alm, Bielefeld |
| Zuschauer           | 5.000 |
| Schiedsrichter      | Hans-Heinrich Barnick (Schenefeld) |
| Tore                | 1:0 Frank Pagelsdorf (17.) 2:0 Norbert Eilenfeldt (30.) 3:0 Christian Sackewitz (35.) 4:0 Ulrich Büscher (40.) 5:0 Frank Pagelsdorf (43.) 6:0 Christian Sackewitz (46., Foulelfmeter) 7:0 Gerd-Volker Schock (52.) 8:0 Ulrich Büscher (53.) 9:0 Christian Sackewitz (63.) 10:0 Norbert Eilenfeldt (83.) 11:0 Peter Krobbach (87.) |
| Arminia Bielefeld   | Friedel Schüller – Roland Peitsch, Peter Krobbach, Wolfgang Pohl, Heiko Meier, Ulrich Büscher, Frank Pagelsdorf (79. Hans-Werner Moors), Norbert Eilenfeldt, Helmut Schröder, Gerd-Volker Schock (70. Volker Graul), Christian Sackewitz Cheftrainer: Hans-Dieter Tippenhauer                                                     |
| SV Arminia Hannover | Georg Kaiser – Jürgen Roloff, Roland Hoffmann, Willi Götz, Rainer Brandt, Michael Schmotz, Bernd Dierßen, Norbert Bebensee (39. Werner Günther), Thomas Gilica (30. Vitomir Rogoznica), Hans-Peter Mentzel, Michael Krüger Cheftrainer: Erich Garske                                                                              |
| Gelbe Karten        | keine – Rainer Brandt, Willi Götz, Hans-Peter Mentzel |

## Auswirkungen
Arminia Bielefeld gewann am letzten Spieltag mit 3:1 bei Union Solingen und wurde mit 120:31 Toren und 66:10 Punkten Meister. Christian Sackewitz wurde mit 35 Saisontoren Torschützenkönig der 2. Bundesliga vor Dieter Schatzschneider von Hannover 96, der 33 Mal traf. Der SV Arminia Hannover wiederum verlor am letzten Spieltag vor nur 150 Zuschauern mit 1:2 gegen Alemannia Aachen und verabschiedete sich, mit 1,1 Millionen Mark verschuldet, bis heute aus dem Profifußball. Das Ergebnis des Spiels steht in großen Lettern an der Außenfassade des Vereinsmuseums im Stadion von Arminia Bielefeld.